# デッド トゥ ライツ
デッド トゥ ライツ（Dead to Rights）は、ナムコのアメリカ法人であるナムコ・ホームテック(Namco Hometek)が開発し、日本ではナムコが2002年11月28日にXboxと2003年8月7日PlayStation 2にて発売した3Dアクション・シューティングゲーム。海外ではニンテンドー ゲームキューブ版とMicrosoft Windows版やゲームボーイアドバンス版も出ている。Xbox版は初めてCEROの審査が行われたゲームソフトである。また続編『Dead to Rights II』やPSPの『Dead to Rights: Reckoning』があるが日本未発売である。PlayStation 3とXbox 360にてリリースされた最新作『Dead to Rights: Retribution』は日本でも発売された。

## 要素
ゲームの特徴はタイムシフトダイブと言う特殊エフェクトの「バレットタイム」をゲームシステムとしているのが特徴で、同バレットタイムを使ったゲーム、マックスペインの様なスローモーションによるダイブ攻撃が可能で、アドレナリンゲージが溜まると使える。「ヒューマンシールド」と言う敵を縦に敵からの攻撃を防御したり、香港のアクション映画さながらのガンアクションや格闘アクションによるコンボ攻撃が出来る。主人公の相棒の愛犬シャドウに指示を出して攻撃や敵の銃を奪取する事も出来たり、ミッションによっては鍵を開けるピッキングや愛犬シャドウの操作などミニゲームもある。

## ストーリー
犯罪都市グラントシティが舞台。グラントシティ警察K-9所属の主人公の警察官ジャック・スレイト、彼が唯一信頼出来る相棒の警察犬シャドウと共に、巡回パトロール中に、チャイナタウンの地下鉄現場で銃声の無線が入る。ジャックとシャドウは現場に向かうが、巨大な悪の陰謀に巻き込まれていく。

## 登場人物
ジャック・スレイト
主人公。グラントシティ警察K-9所属の警察官。相棒の警察犬シャドウにしか信頼を寄せない。
シャドウ
ジャックの相棒の警察犬。
ヒルディ・ラズウェル
私立探偵をしているジャックの父フランク・スレイトの探偵事務所に秘書として勤務する女性。副業として背徳の館でダンサーもしている。
オーギー・ブラッツ
「背徳の館」のオーナー。慈善家を装いグラントシティで学校や病院などに巨額の寄付をする一方で、裏では闇ビジネスを取り仕切る悪人。
フランク・スレイト
ジャックの父親。元警察官の私立探偵。
ディック・ヘネシー
グラントシティ対犯罪特殊部隊（GAP）率いる警部で、ジャックの上司。
ウィリアム・ピナクル
グラントシティ市長。
ファット・チョウ
チャイナタウンのマフィア。
イブ・アダムス
殺し屋。
ラフシューン・ディグズ
オーギーの友人で、元ヘビー級王者のボクサー。